# 蓮池町通停留場
蓮池町通停留場（はすいけまちどおりていりゅうじょう）は、高知県高知市はりまや町にあるとさでん交通駅前線の路面電車停留場。

## 歴史
当停留場は1928年（昭和3年）、はりまや橋 - 高知駅前間の開通に合わせて蓮池町停留場（はすいけまちていりゅうじょう）として開業した。蓮池町通停留場に改称したのは1938年（昭和13年）。停留場はその後1942年（昭和17年）にいったん休止されたが、1960年（昭和35年）に復活している。

### 年表
- 1928年（昭和3年）2月16日：土佐電気（後に初代土佐電気鉄道）の蓮池町停留場として開業[1]。
- 1938年（昭和13年）2月1日：蓮池町通停留場に改称[1]。
- 1941年（昭和16年）7月12日：会社合併により土佐交通（後に2代目土佐電気鉄道）の停留場となる。
- 1942年（昭和17年）7月29日：休止[1]。
- 1960年（昭和35年）4月18日：再開[1]。
- 2014年（平成26年）10月1日：土佐電気鉄道が高知県交通・土佐電ドリームサービスと経営統合し、とさでん交通が発足[3]。とさでん交通の停留場となる。

## 停留場構造
軌道が道路上に敷かれた併用軌道にあり、当停留場も道路上にホームが置かれている。ホームは2面あり、南北方向に伸びる2本の線路を挟み込むように配されるが、互いのホームは交差点を挟んで斜向かいに離れている。交差点の北にあるのが高知駅方面へ向かうホーム、南にあるのが桟橋方面へ向かうホーム。桟橋方面ははりまや町三丁目、高知駅方面は一丁目に位置する。

## 停留場周辺
「蓮池町通」は停留場が置かれている交差点より東に伸びる通りの名前。「蓮池」の名は高知城の城下町を築く際、当地に現在の土佐市蓮池から住人を移住させたことに由来する。
- 日曜市
- 高知大丸
- 高知市立はりまや橋小学校
- 高知はりまや町郵便局
- ファンキータイム追手筋店
- 国道32号
- 「蓮池町通」バス停留所

## 隣の停留場
とさでん交通
駅前線
はりまや橋停留場 - 蓮池町通停留場 - 高知橋停留場
- 1960年までは、隣のはりまや橋停留場との間に紺屋町通停留場が存在した。